# Leonie Cornips
Leonie M.E.A. Cornips (Heerlen, 27 oktober 1960) is een Nederlands taalkundige en sociolinguïst, die gespecialiseerd is in onderzoek naar nieuwere vormen van het Nederlands, zoals dat bijvoorbeeld gesproken wordt in Heerlen of in bepaalde wijken van Utrecht en Rotterdam. Zij onderzoekt daarbij met name hoe mensen door taalgebruik anderen in- of uitsluiten. Daarnaast verricht ze onderzoek naar tweedetaalverwerving bij jonge kinderen en – meer recentelijk – communicatie tussen dieren en mensen. Cornips is werkzaam als onderzoeker Taalvariatie aan het Meertens Instituut in Amsterdam en als bijzonder hoogleraar Taalcultuur in Limburg aan de Universiteit Maastricht.

## Biografie

### Jeugd en opleiding
Leonie Cornips groeide op in de multiculturele mijnwerkersbuurt Schaesbergerveld in Heerlen. Van 1981 tot 1987 studeerde ze Nederlandse taalkunde aan de Universiteit van Amsterdam (waar ze, als ze haar mond opendeed, te horen kreeg dat ze op logopedie moest). In haar doctoraalscriptie over het Heerlens Algemeen Nederlands (HAN) toont ze aan dat aan die taalvariant een even vernuftig systeem ten grondslag ligt als aan het Standaardnederlands.

### Loopbaan
In 1994 promoveerde ze aan de Universiteit van Amsterdam bij professor Pieter Muysken op een proefschrift getiteld: Syntactische variatie in het Algemeen Nederlands van Heerlen.
Daarna deed ze onderzoek op het gebied van de sociolinguïstiek, onder andere gefinancierd door de Nederlandse Organisatie voor Wetenschappelijk Onderzoek (NWO). Sinds 2005 is Cornips onderzoeksleider van de onderzoeksgroep Variatielinguïstiek van het Huygens Instituut. Ze hield zich onder meer bezig met de volgende projecten: talen en culturen in de Utrechtse wijk Lombok (1997-2002), straattaal bij jongeren in de Randstad (2001-nu), SAND-project: Syntactische Atlas van de Nederlandse Dialecten (2002-2007), EDISYN-project: European Dialect Syntax (2007-2012) en het Limburg-portaal in de Digitale Bibliotheek voor de Nederlandse Letteren (2011-2015). Verder begeleidde ze een tiental promovendi en enkele postdoc onderzoekers.
In 2011 werd ze aangesteld als bijzonder hoogleraar (0,3 fte) aan de Faculty of Arts and Social Sciences (FASoS) van de Universiteit Maastricht met als leeropdracht 'Taalcultuur in Limburg'. Ze ontwikkelde er onder andere de Dialect App voor het Eijsdens en het Maastrichts, die in 2017 werd gelanceerd. In 2016 werd de eerste door haar ingestelde, tweejaarlijkse Dr. Lou Spronck-lezing gegeven.
Vanaf circa 2019 begon Cornips met onderzoek naar dierentalen, met name de communicatie tussen dieren en mensen (interspecies communication). Ze doet onder andere veldwerk naar melkkoeien, wat volgens haar fascinerende inzichten oplevert over de koe als sociaal wezen vanuit taalkundig en antropologisch perspectief. Haar onderzoek naar 'koeientaal' stuitte bij sommige collega-wetenschappers en subsidieverstrekkers op onbegrip; een belangrijke subsidieaanvraag werd in 2021 afgewezen. Over de nieuwe invalshoek in haar onderzoek zei ze zelf: "Als ik in mijn vakgebied gewoon was doorgegaan met wat ik de afgelopen twintig jaar heb gedaan, had ik iedere maand een artikel kunnen publiceren; nu ik me richt op de communicatie tussen dieren en mensen kost het veel investering en flexibiliteit om iets geplaatst te krijgen in een wetenschappelijk tijdschrift. Het is weer helemaal onderaan beginnen."

### Overige activiteiten
Cornips had tussen 2012 en 2018 een vaste, wekelijkse column in de provinciale krant De Limburger, waarin ze schreef over taalcultuur, met name in Limburg.
In 2017 nam zij, samen met prof. Joep Leerssen van de UvA, stelling tegen de uitslag van het Taalunie-onderzoeksrapport Staat van het Nederlands. Over de taalkeuzes van Nederlanders en Vlamingen in het dagelijks leven. Bij de online-enquête, waar het onderzoek op is gebaseerd, werd aan sprekers van een dialect gevraagd om dat dialect te beschouwen als Nederlands, daarmee ontkennend dat het Fries, het Limburgs en het Nedersaksisch in 1997 onder het Europees Handvest als regionale talen erkend zijn. Cornips en Leerssen kregen met hun actie 'Wij spreken Limburgs' steun van een groot aantal Limburgse prominenten.
In 2021 was ze een van de initiatiefnemers bij de oprichting van het Centre for Animal-Human Studies aan de FASoS-faculteit van de Universiteit Maastricht.

## Publicaties
Cornips heeft tientallen wetenschappelijke publicaties op haar naam staan. In 2003 verscheen Heerlens Nederlands, als deel 15 in de serie Taal in stad en land. Eveneens in 2003 verscheen, in samenwerking met Hans Bennis en Marc van Oostendorp, met illustraties van Hein de Kort, Verandering en verloedering: normen en waarden in het Nederlands. In 2012 verscheen het boek Eigen en vreemd. Over meertaligheid in Nederland. In 2015 schreef ze het hoofdstuk 'Taal en spraak' in het driedelige, door LGOG gepubliceerde overzichtswerk Limburg. Een Geschiedenis. In hetzelfde jaar redigeerde ze, samen met promovenda Barbara Beckers, de essaybundel Het dorp en de wereld, over de Limburgse dialectband Rowwen Hèze.